# Lamberto Garzia
Lamberto Garzia (Sanremo, 5 febbraio 1965) è un poeta italiano.

## Biografia
Lamberto Garzia è nato a Sanremo il 5 febbraio 1965. Vive prevalentemente in Liguria. È poeta e operatore culturale (dal 1993 il suo nome è legato all'organizzazione del Premio Nazionale di Poesia Inedita Ossi di seppia, nel Comune di Taggia), è stato lottatore di judo per diciotto anni, cintura nera dal 1980, campione italiano e medagliato agli Assoluti.
Nel 1997 ha pubblicato, con la prefazione di Giuseppe Conte, La chanson de Lambert, vincitore, nello stesso anno, del Premio Sinisgalli. Una parte della Chanson confluirà successivamente in Leda, libro uscito nel 2003 per l'Edizione Archivi del '900.
Dopo la pubblicazione di Leda si è dedicato allo studio della lingua, della storia e della letteratura giapponesi. Questo tipo di lavoro ha fatto da supporto all'idea base del suo terzo libro, Shiai e Ai - Combattimento e amore (2014, editore Effigie), nel quale difatti lo scrittore, raccontando dell'incontro amoroso tra un uomo e una donna (che rappresentano rispettivamente la cultura occidentale e quella orientale), immagina un'ideale commistione tra arti marziali, erotismo e poesia. Il volume è postfatto da Milo De Angelis  e Giuseppe Conte.
Nel 1998 ha partecipato, assieme a Valentino Zeichen, Maurizio Cucchi, Tomaso Kemeny, Adonis, Roberto Carifi e altri autori, al Festival della Poesia di Sanremo, trasmesso l'11 dicembre dello stesso anno su Rai Uno.
A Sanremo, nel giugno del 2007, all'interno della programmazione della prima "Festa del Teatro di Poesia" viene portato in scena un suo testo: Le morti bianche, suite per voci recitanti nella quale viene affrontato il tema degli incidenti mortali sui luoghi di lavoro. Garzia, su incarico del Comune di Sanremo, era anche il coordinatore artistico della manifestazione.
Nel marzo del 2016 dà alle stampe la raccolta poetica Autoritratto con divano 1989-2015. In questo libro Garzia ripropone tre capitoli ("Chanson di cavaliere", "La febbre dell'oro" e "Autoritratto con divano") apparsi originariamente ne La Chanson de Lambert e in Leda. I vecchi testi appaiono qui in una veste ampiamente rivisitata dall'autore; numerose, infatti, sono le varianti linguistiche e strutturali. Sono state aggiunte anche delle note a piè di pagina che intendono allargare la chiave di lettura del raggruppamento poetico e cercano di proiettarlo verso un campo lirico-semantico più denso e appassionante. Ai tre capitoli riproposti ne segue un quarto, "10 poesie inedite d'amore", dove pare si sia acquietata quella specifica "visionarietà" o, come meglio preferisce definirla Garzia, "visività" che vibra in tutta la sua opera precedente.
L'opera poetica di Garzia viene infine raccolta dalla Interno Libri Edizioni che nel febbraio del 2025 pubblica il volume Autoritratto con rosa gialla. Poesie 1989-2019.
Mentre lavora alla realizzazione di un percorso d'autore dedicato a Tommaso Landolfi, lungo la riviera di Arma di Taggia, inizia a scrivere un racconto nel quale, per giustapposizioni, confluiscono esperienze autobiografiche e frammenti letterari eterogenei. Ne viene fuori CAPPED DICE, romanzo-diario dalla struttura complessa, pastiche narrativo che prende le mosse proprio dalla figura di Tommaso Landolfi a cui si collega un immaginario mistero sul quale indagare. Il libro è stato pubblicato nel gennaio 2022.
Nel 2024 esce il suo secondo romanzo: Live Dealer. Anche qui, come in CAPPED DICE, le reminiscenze letterarie e le citazioni, i generi e gli stili narrativi si mescolano in un racconto dalla struttura postmoderna. La trama si sviluppa su tre storie concentriche nelle quali si sta giocando, metaforicamente, il "Gioco della vita". Le vicende si svolgono tra la Liguria, il Messico e una navicella spaziale in viaggio nel cosmo. I luoghi chiave di questi scenari sono i casinò, il Golfo dei poeti, la città di Matamoros al confine tra USA e Messico, e la valle del Rio Grande dove ha sede il sito di lancio della SpaceX di Elon Musk. L'anno attorno al quale tutto ruota è il 2020, anno della pandemia da COVID-19 e del conseguente "lockdown".
Sempre nel 2024  esce  il libro antologico La Poesia Cinese nel Mondo - Secolo XXI,  a cura di  Mauro Ferrari e del medesimo autore, con all'interno una lunga ed entusiasta introduzione del poeta Giuseppe Conte; articolo, che è stato poi ripreso dal sito La Poesia del nostro tempo .
Nel gennaio - febbraio 2025 (corrispondente ai primi giorni del nuovo anno cinese, denominato Anno del Serpente di Legno)  è stato ospite del Beijing International Poetry Film Spring Festival Gala 
Nel marzo del 2025, per la traduzione in inglese e cinese di un suo lavoro: CANZONE DI CAVALIERE (Estratto), durante il   Sydney International Poetry Festival 2025, gli hanno conferito il riconoscimento maggiore, denominato:  'Outstanding Achievement Award'

## Opere

### Poesia
- La chanson de Lambert, Porretta Terme, I Quaderni del Battello Ebbro, 1997, prefazione di Giuseppe Conte - ISBN 88-86861-11-7.
- Leda, Milano, Edizione Archivi del '900, 2003, prefazione di Claudio Damiani - ISBN 88-7335-013-5.
- Shiai e Ai - Combattimento e amore, Milano, Effigie, 2014, postfazioni di Giuseppe Conte e Milo De Angelis - ISBN 978-88-97648-24-6.
- Autoritratto con divano 1989-2015, Pasturana, puntoacapo Editrice, 2016 - ISBN 978-88-6679-075-4.
- Autoritratto con rosa gialla. Poesie 1989-2019, Latiano, Interno Libri Edizioni, 2025 - ISBN 9791280138552.

### Narrativa
- CAPPED DICE, Siena, Betti Editrice, 2022 - ISBN 9788875767488.
- Live Dealer, Pasturana, puntoacapo Editrice, 2024 - ISBN 978-88-6679-429-5

### Saggistica
- Lamberto Garzia (a cura di), Un poeta tra le righe. La poesia raccontata ai bambini, Taggia, Edizioni Atene, 2006 - ISBN 8888330283.

### Traduzioni
- Giuseppe Conte (a cura di), La lirica d'occidente: dagli inni omerici al Novecento, Parma, Guanda, 1990 (traduttori vari) - ISBN 8877464496.